# Federazione di rugby a 15 di Hong Kong
Hong Kong Rugby Football Union (in lingua cinese 香港欖球總會) è l'organo di governo del rugby a 15 a Hong Kong.
Affiliata a World Rugby, è inclusa fra le nazionali di terzo livello senza esperienze di Coppa del Mondo.